# Hans Ulrich Reifler
Hans Ulrich Reifler (* 16. Oktober 1949 in Basel) ist ein Schweizer evangelischer Theologe, Missionswissenschaftler und Buchautor. Er war von 1997 bis 2014 Dozent für Missionswissenschaft am Theologischen Seminar St. Chrischona, Basel (TSC).

## Leben und Wirken
Hans Ulrich Reifler wurde am 16. Oktober 1949 in Basel geboren. Nach seiner Ausbildung zum Kaufmann studierte er von 1970 bis 1972 am Theologischen Seminar St. Chrischona bei Basel. Von 1972 bis 1973 arbeitete er in der Berner Stadtmission, von 1973 bis 1974 studierte er an der Abbey Missionary School for Foreign Languages in London und von 1974 bis 1976 am Theologischen Seminar St. Chrischona, wo er auch ordiniert wurde.
Von 1976 bis 1991 diente er als Missionar, Gemeindegründer und Dozent der Schweizer Allianz-Mission im Nordosten Brasiliens. In Teresina, im Staat Piauí, organisierte er die Igrejas Cristãs Evangélicas in Pirajá und Buenos Aires, sowie die erste christliche Buchhandlung. Von 1981 bis 1991 war er die treibende Kraft in der Gründung und Etablierung von Kirchen in der Region der Millionenstadt São Luís, im Staat Maranhão: São Cristóvão, Cidade Operária, Cohatrac, Maiobão, Rosário und St. Rita.
Während seines zweiten Heimataufenthaltes schloss er 1985 am Regent College in Vancouver seine Masterstudien im Neuen Testament ab. Von 1991 bis 1997 war er Pastor der Freien Evangelischen Gemeinschaft in Riehen und Gastdozent des Theologischen Seminars St. Chrischona, und von 1997 bis 2014 als vollamtlicher Dozent für Missionswissenschaft tätig. Von 2014 bis 2018 studierte er an der Evangelisch Theologischen Faculteit Leuven, Belgien, wo er 2018 in Theologie und Religionswissenschaft promovierte über den schwedisch-amerikanischen Erweckungsprediger Fredrik Franson.
Hans Ulrich Reifler publizierte in Brasilien Bücher zur Homiletik, Ethik des Dekalogs, Missionsanthropologie, Theologie der Mission und eine Auslegung zur Offenbarung. In Deutschland veröffentlichte er Kommentare zur Elberfelder Studienbibel, eine Einführung in das Neue Testament, eine Auslegung zur Offenbarung und ein Handbuch zur Missionswissenschaft, das auch in slowakischer Sprache erschien.
Neben Vorträgen und Vorlesungen in Kirchengemeinden, theologischen Ausbildungsstätten und Missionsgesellschaften in der Schweiz, in Deutschland, Belgien, Norwegen, Slowakei und Brasilien, publiziert er Artikel über die Weltmission in internationalen Fachzeitschriften.

## Familie
Aus erster Ehe mit Monika Reifler-Sägesser († 2014) hat er vier Kinder. Seit 2016 ist er mit der Theologin Karin Grösser kirchlich verheiratet.

## Auszeichnungen
- 1985 The Board of Governors Prize, Regent College.
- 1985 The Biblical Studies Prize, Regent College.
- 1994 Literatur Preis der Associação Brasileira de Editores Cristãos (ABEC).
- 2006 George W. Peters Buch-Preis des Arbeitskreises für Evangelikale Missiologie (AFEM).

## Veröffentlichungen (Auswahl)
- Piety in the Pastoral Epistles, ThM-Thesis, Vancouver: Regent College, 1985.
- Missionarisches Handeln am Ende des 20. Jahrhunderts – eine Einführung in die Missiologie, Giessen/Basel: Brunnen, 1997, ISBN 3-7655-5771-4.
  - Misia: krest’anská misia na prelome tisícrocí – Úvod do misiológie, Levice: JPK, 1998, ISBN 80-901142-7-X.
- Pregação ao alcance de todos, São Paulo: Edições Vida Nova,92007, ISBN 978-85-275-0180-4.
- Johannes Calvin (1509–1564), Nichts tröstet mächtiger, Basel: Brunnen, 2008, ISBN 978-3-7655-1701-3.
- Handbuch der Missiologie: Missionarisches Handeln aus biblischer, historischer und sozialwissenschaftlicher Perspektive, Nürnberg: VTR/VKW, 22009, ISBN 978-3-933372-96-3; ISBN 978-3-938116-69-2.
- Einführung in das Neue Testament. Die Bibel lieben, kennen und verstehen, Nürnberg: VTR 22010, ISBN 978-3-941750-60-9.
- Antropologia Missionária para o século 21, Londrina: Editora Descoberta, 22015, ISBN 85-87143-63-8.
- A Ética dos Dez Mandamentos, São Paulo: Edições Vida Nova, 32016, ISBN 978-85-275-0380-8.
- Zur Missiologie Fredrik Fransons (1852–1908): Eschatologie, Missionsmethodik und Transnationale Vernetzung, PhD Dissertation, Evangelische Theologische Faculteit, Leuven 2018, ISBN 978-90-825894-7-4.
- mit Christof Sauer: Fredrik Franson (1852–1908): Promoter of Mission in Southern Africa, in: Studia Historia Ecclesiasticae 45/2, 2019.
  - Fredrik Franson (1852–1908): Förderer und Freund der Erweckungsbewegung und Mission im 19. Jahrhundert, in: Klaus W. Müller & Elmar Spohn: Interkulturelle Theologie versus Missiologie. Beiträge zu Geschichte – Mission – Theologie. Festschrift für Bernd Brandl zum 65. Geburtstag. Nürnberg: Verlag für Theologie und Religionswissenschaft 2019.
  - On the Missiology of Fredrik Franson in the Context of his Eschatology, Missionary Methods and Transnational Networking, in: Norsk Tidsskrift for Misjonsvitenskap 74/1, 2020: 41–50.
- mit Christof Sauer: The Relevance of Transnational Networking in the Global Ministry of Fredrik Franson, in: Missionalia 48/1, 2020.
  - Fredrik Franson: Weltbürger und Missionsstratege, Nürnberg: VTR, 2021, ISBN 978-3-95776-096-8.
- Mission im Kontext der Post-Covid-19 Ära, in: em 2/2021.
- Fredrik Franson. Pionier der vernetzten Mission. Biografie, Nürnberg: VTR, 2022, ISBN 978-3-95776-149-1.
- Das Christuszeugnis der Offenbarung, Nürnberg: VTR, 2023, ISBN 978-3-95776-166-8.
  - O testemunho de Cristo em Apocalipse, Curitba: Editora Evangélica Esperança, 2024, ISBN 978-85-7839-377-9.
- Teologia bíblica da missão, Curitba: Editora Evangélica Esperança, 2024, ISBN 978-85-7839-376-2.
- Teologia bíblica da missão, Curitba: Editora Evangélica Esperança, 22025, ISBN 978-85-7839-376-2.

## Mitgliedschaften
- Deutsche Gesellschaft für Missionswissenschaft
- Evangelische Volkspartei, Schweiz
- SAM global, Schweiz
- Schweizerische Evangelische Allianz
- Evangelisch-reformierte Kirche Basel-Stadt